# Notabilitet
 Denne artikel bør gennemlæses af en person med fagkendskab for at sikre den faglige korrekthed.

Notabilitet dækker over en person som har indflydelse eller har ydet en fremragende og bemærkelsesværdig indsats, eksempelvis en kongelig, adelig, nobelpristager, politiker, forfatter, skuespiller, sportsudøver, en VIP etc.
Man kan også være født til at være notabel, hvad kongelige og adelige er, de behøver ikke at gøre sig fortjent til at være en notabilitet.
Salmonsens konversationsleksikon beskriver notabilitet således: Berømthed, højt anset eller fremragende person.